# Homalium mathieuanum
Homalium mathieuanum är en videväxtart som först beskrevs av Eugène Vieillard, och fick sitt nu gällande namn av John Isaac Briquet. Homalium mathieuanum ingår i släktet Homalium och familjen videväxter. Inga underarter finns listade i Catalogue of Life.